# 八幡市立橋本小学校
八幡市立橋本小学校（やわたしりつ はしもとしょうがっこう）は、京都府八幡市橋本中之池尻にある公立小学校。

## 概要
八幡市北西部を校区とする市立小学校で、橋本駅周辺の古くからある地区から新興住宅地の明野地区まで変化に富んでいる。市立小学校の中では児童数の多い小学校となっている。当時児童数増加の影響で教室不足が生じていた八幡小学校の過密化解消と、橋本地区からの児童の電車通学解消を目的に建設された。校地選定の際には「教育環境が良いこと」、「できるだけ現市街地の近くであること」を考慮して5案が検討された。しかし、既存の市街地に近い案は「傾斜の急な候補地が多く、造成が困難なうえに必要な面積がとれない」として、「濁ヶ池」（現在地）が建設用地に選ばれた。市立中学校に進学する場合、八幡市立男山第三中学校に進学することになる。

## 沿革
- 1974年（昭和49年）4月1日 - 八幡町立橋本小学校開校
- 1975年（昭和50年）4月1日 - 中学校の進学先を男山第三中学校へ変更
- 1977年（昭和52年）11月1日 - 綴喜郡八幡町の市制施行に伴い八幡市立橋本小学校設立
- 1979年（昭和54年） - 南校舎を増築
- 1982年（昭和57年） - 障害児学級開設[2]
- 2000年（平成12年） - コンピューター教室設置、米飯給食の自校炊飯開始[3]
- 2002年（平成14年） - 校内LAN整備
- 2006年（平成18年）2月1日 - 玄関をオートロック化[4]
- 2010年（平成22年）3月 - 北校舎、中校舎の耐震補強・老朽改修工事完了。南校舎を増築(普通教室4、多目的教室1)。プールを改修[5]

## 教育目標
- 「ひとりだち」→「自律」と「共生」

## 校区
- 橋本地区
- 橋本米ノ尾
- 橋本愛宕山
- 橋本中ノ町
- 橋本北ノ町
- 橋本狩尾
- 橋本尻江
- 橋本堂ヶ原
- 橋本東山本
- 橋本向山
- 橋本焼野
- 橋本塩釜
- 橋本糸ヶ上
- 橋本西山本
- 橋本奥ノ町
- 橋本北浄土ヶ原
- 橋本東浄土ヶ原
- 橋本栗ヶ谷
- 橋本石ヶ谷
- 橋本平野山
- 橋本東原
- 橋本意足
- 橋本興正
- 橋本新石
- 橋本西刈又
- 橋本東刈又
- 西山足立
- 西山丸尾
- 西山和気

## 周辺施設
- 八幡市立橋本幼稚園

## 交通アクセス
- 鉄道利用
  - 京阪本線橋本駅下車徒歩15分
- バス利用
  - 京阪バスバス停「橋本小学校前」下車

## 著名な卒業生
- 山崎哲秀（極地探検家）※福井県高浜町立和田小学校から転入

## 校区が隣接している学校
- 八幡市立さくら小学校
- 八幡市立八幡小学校
- 大山崎町立大山崎小学校
- （大阪府）島本町立第一小学校
- （大阪府）枚方市立樟葉北小学校